# Licaria subsessilis
Licaria subsessilis är en lagerväxtart som beskrevs av Van der Werff. Licaria subsessilis ingår i släktet Licaria och familjen lagerväxter. Inga underarter finns listade i Catalogue of Life.